# Cagayancillo
Cagayancillo est une ville de 6e classe de la province de Palawan aux Philippines. Selon le recensement de 2015 elle compte 6 285 habitants.

## Barangays
Bataraza est divisée en 12 barangays.
- Bantayan
- Calsada
- Convento
- Lipot North
- Lipot South
- Magsaysay
- Mampio
- Nusa
- Santa Cruz
- Tacas
- Talaga
- Wahig

## Démographie
| Année | Habitants | Évolution |
| ----- | --------- | --------- |
| 1970  | 3 598     | -         |
| 1975  | 4 023     | 2,26 %    |
| 1980  | 3 992     | -0,15 %   |
| 1990  | 5 082     | 2,44 %    |
| 1995  | 6 717     | 5,37 %    |
| 2000  | 6 348     | -1,20 %   |
| 2007  | 6 506     | 0,34 %    |
| 2010  | 7 116     | 3,32 %    |
| 2015  | 6 285     | -2,34 %   |